# Сражение за Таракан (1942)
Сражение за остров Таракан произошло 11-12 января 1942 года. Таракан — небольшой болотистый остров северо-восточнее острова Борнео (в настоящее время остров Калимантан), но котором находилось около 700 нефтяных скважин, нефтеперегонный завод и взлетно-посадочное поле. Нападение было произведено внезапно. Япония только за день до этого объявила войну Королевству Нидерланды. Впоследствии это сражение было названо «Индонезийским Перл-Харбором».

## Силы сторон

### Японская армия
Группа генерала Сакагути
- танковый батальон
- 146-й пехотный полк
- подразделения морской пехоты
- инженерные подразделения

### Голландская армия
- 7-й пехотный батальон KNIL
- моторизованное подразделение с 7 бронеавтомобилями
- 3-й артиллерийский полк береговой обороны

## Ход сражения
Японские войска из Восточного соединения вторжения под командованием генерала Сакагути высадились на восточном побережье острова Таракан в полночь 11 января 1942 года. Гарнизон острова, состоявший из войск Королевской Голландской Ост-Индской армии (KNIL), оказал ожесточённое сопротивление. Батареи береговой обороны потопили два японских тральщика. Но так как японцы численно значительно превосходили защитников острова, к утру 12 января сопротивление было подавлено. 219 военнопленных были казнены японцами. По некоторым данным это было местью за разрушение голландцами нефтяных установок, находившихся на острове.
То, что японские войска так быстро и с незначительными потерями захватили остров, объясняется внезапностью нападения (10 января Япония объявила войну Нидерландам, а 11 в полночь началось вторжение), а также слабостью голландской колониальной армии. В связи с оккупацией метрополии, KNIL испытывала острый недостаток вооружения и боевой техники. Кроме того, существующее вооружение было зачастую устаревшим, а наспех сформированные части (включавшие в том числе и коренное население) часто не умели правильно с ним обращаться. Это предопределило быстрый захват острова японцами.
Остров Таракан был освобождён в мае 1945 года австралийскими войсками.